# Ulrichen
Ulrichen est une ancienne commune du district de Conches dans le canton du Valais, en Suisse.

## Géographie

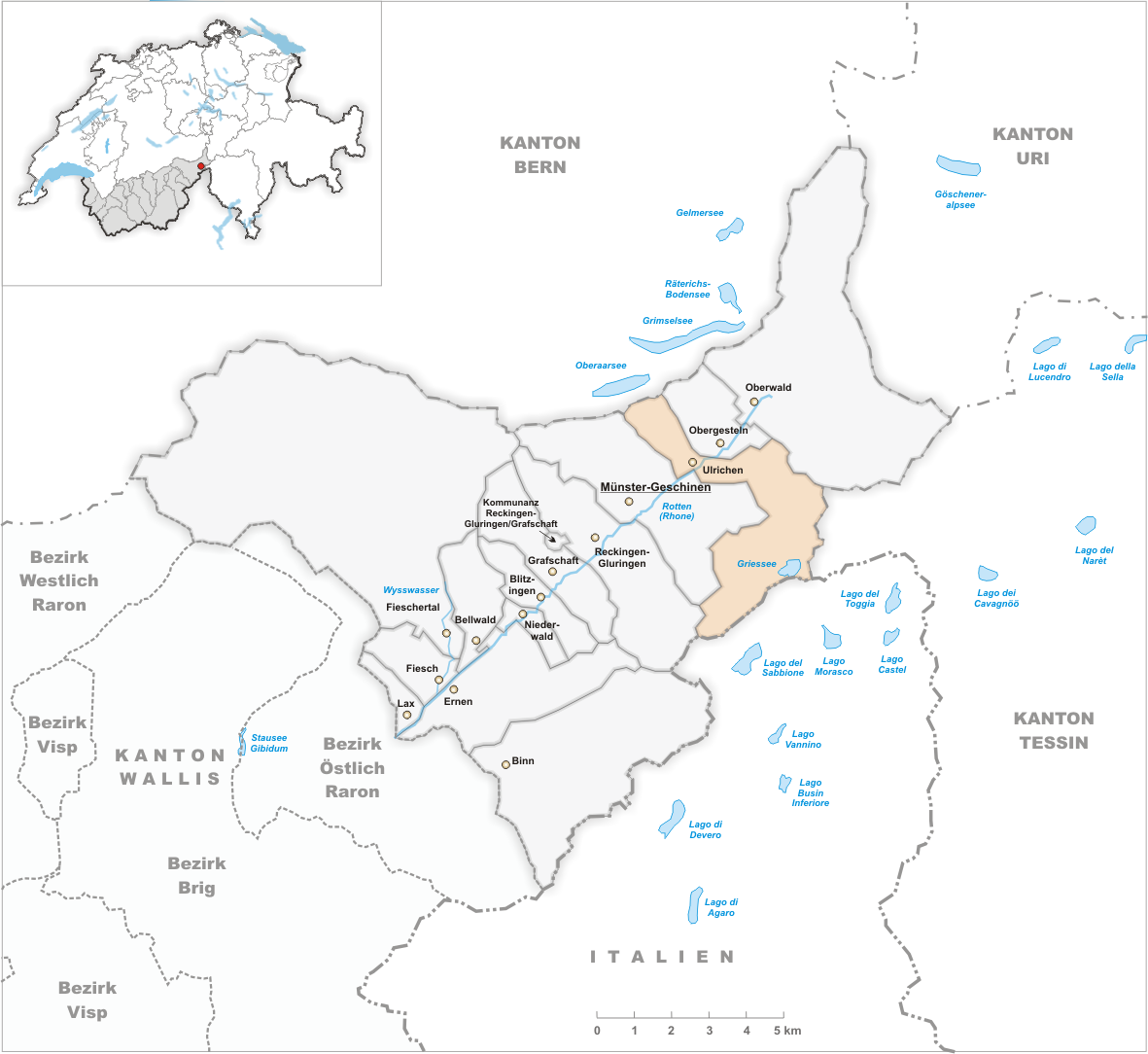
Territoire de l'ancienne commune de Ulrichen.

La localité est située au nord du Rhône, au pied des cols du Nufenen et de Gries.

## Toponymie
Le nom de la commune est composé du nom de personne vieux haut allemand Odalric, Uodarlic ou Uolrich et du suffixe toponymique -ingun (chez les gens de).
Sa première occurrence écrite date de 1235, sous la forme de Vlrighingen.

## Histoire
Son territoire a été le théâtre de deux batailles, en 1211 et 1419. Elle fait partie de la commune de Obergoms depuis le 1er janvier 2009.

## Population et société

### Surnom
Les habitants de la localité sont surnommés die Lischenkneter, soit ceux qui malaxent la laîche.

### Démographie
La commune compte 36 habitants en 1798, 247 en 1850, 233 en 1900, 248 en 1950 et 221 en 2000.

## Aérodrome militaire
L'aérodrome militaire d'Ulrichen, situé à proximité du village, a été actif de 1942 à 1999.

## Héraldique
| Blason | Blasonnement : « D'argent à l'aigle de sable, languée et armée de gueules. » |

Les armoiries communales valaisannes sont soumises à l'approbation du Conseil d'État.

## Personnalité liée à la localité
Sepp Blatter, ancien président de la FIFA, est d'origine d'Ulrichen.